# 李立
李 立（り りつ、り りゅう）は、中国の小説で四大奇書の一つである『水滸伝』の登場人物。三国志に登場する李立とは違う。
梁山泊第九十六位の好漢。地奴星の生まれ変わり。渾名は催命判官（さいめんはんがん）で、冥府の裁判官という意味。赤い蛟髭を生やし、血走った目をしている。居酒屋を営んでいるが、客を痺れ薬で盛りつぶし、金目のものを奪って殺し、肉を饅頭の餡にしてしまうという追剥酒屋で、そのため土地の人間からは上記の渾名で呼ばれて恐れられていた。

## 生涯
長江流域の江州掲揚嶺一帯を仕切る李俊の子分で、酒屋を営んでいたが、物持ちの良い客が来ると、痺れ薬を飲ませて所持品を奪い殺してしまうという追剥を行っていた。ある時、囚人らしき男とそれを護送する二人の役人が店を訪れる。これはいいカモと李立は三人をいつもの如く盛りつぶし、所持金を奪うと、解体して食肉にしようとするが、店の若い衆が出かけていたため、三人を厨房へ運び帰りを待つことにする。するとそこへ李俊と童威、童猛兄弟がやって来る。三人をもてなす李立だったが三人の話を聞いて顔色を失うことになる。三人は天下の義士として名高い宋江が、義の為に罪を犯して江州へ流されると聞き、出迎えようとしていたらしいが、李俊の言う宋江の人相がさっき盛りつぶした男とぴったり一致したのだ。李立は慌てて三人に事の次第を話すと、すぐに醒まし薬を飲ませ盗んだものも返し平謝りに謝った。宋江は懐の深い人間だったので笑ってこれを許した。
しばらくして江州で労役に就いていた宋江が無実の罪を着せられて、牢役人の戴宗とともに処刑されるという知らせが入る。李俊たちは縄張り一体の船乗りを動員して二人を救出するべく長江を下り、李立もこれに付き従う。一行が、江州に着くと晁蓋を初めとする梁山泊勢が二人を救出しており官軍に追われていたためすかさず全員を船に乗せて退避。穆弘の屋敷に逗留した後、二人に罪を着せた黄文炳に制裁を加え、そのまま梁山泊へ合流した。梁山泊では新たに増設された南の居酒屋を任され、そこで情報収集や見張りを行う。呼延灼との戦いの後、北の居酒屋へ異動となり、相役に時遷が加わる。北京攻めや東昌府攻めでは戦闘にも参加した。
百八星集結後も、引き続き北の居酒屋を任され、相役は王定六に替わる。官軍との戦い、朝廷に帰順した後の戦いでは裏方に回っており目立たない。方臘との最終決戦で出陣したが、乱戦の中、重傷を負い、陣中に連れ込まれるも治療の甲斐なく死亡した。